# Misaki Saitō
La mangaka japonesa Saitou Misaki nació el 27 de febrero de 1973 en Sapporo y creció en Sakabashi.
Debutó en 1995 en la revista Comic Burger (hoy en día Comic Bars) y gana el premio al mejor nuevo manga con el título Guardian.